# Осиновая Голова
Оси́новая Голова́ — вторая по высоте гора Тулвинской возвышенности. Находится в восточной части возвышенности, на юго-западе Кунгурского района Пермского края, в 20 километрах  к западу от села Ашап. Вытянута на 3,5 километра. Её наибольшая высота 430 м., гора имеет несколько вершин со скалами на них и на склонах. Склоны горы ранее были покрыты лесом (ель с примесью березы), однако большую часть площади вырубили, и сейчас там вейниковые вырубки или лиственный лес.  Северный склон крутой, южный более пологий. Со склонов берут начало реки: Бугор и Ольховка (притоки Турки) - с северного, Савлек - с восточного,  Большая Рассоха (приток реки Большой Ашап) - с южного. К востоку от горы протекает река Ирень.